# Río Cangrejal
El río Cangrejal,  es un río hondureño que nace en Jutiapa en el departamento de Atlántida y desemboca en la ciudad de La Ceiba en la costa del Caribe en el norte de Honduras. La desembocadura del Cangrejal está ubicada al este de La Ceiba y el río divide la ciudad en dos zonas- occidental y oriental.